# 松尾卓郎
松尾 卓郎（まつお たくろう）は、日本の合唱指揮者。大阪音楽大学非常勤講師、大阪センチュリー合唱団副指揮者、京都バッハ合唱団所属。声楽を蔵田裕行に、合唱指揮法を本山秀毅に師事。

## 略歴
立命館大学文学部地理学科、京都市立芸術大学音楽学部声楽専攻卒業。在学中より少年少女・大学・おかあさん・一般合唱団の指揮者として各種演奏会や関西合唱コンクールに出演、合唱音楽の分野で意欲的に活動している。また、小・中・高等学校の合唱指導にも活躍している。岸和田市少年少女合唱団ドイツ・スペイン公演・エコーきさらぎハンガリージャパンコンサートなどの海外公演も好評を博している。